# 尼古拉·康拉德
尼古拉·約瑟福維奇·康拉德（俄语：Николай Иосифович Конрад；1891年3月13日—1970年9月30日），苏联语言学家和历史学家，师从瓦西里·阿列克谢耶夫，苏联大百科全书称他是“苏联日本学学派创始人”。尼古拉·聂甫斯基夫妇在1937年被史太林政權处决后，他将二人的女儿抚养成人。